# Универзитет у Бостону
Универзитет у Бостону (енгл. Boston University) је приватни универзитет у Бостону. Основала га је група методиста током 1839. године у Њуберију, док је 1869. премештен у Бостон. Члан је Асоцијације америчких универзитета.